# Deutsche Poolbillard-Meisterschaft 1998 (Senioren)
Die Deutsche Poolbillard-Meisterschaft 1998 war die 14. Austragung zur Ermittlung der nationalen Meistertitel der Senioren in der Billardvariante Poolbillard. Sie wurde vom 28. Juli bis 2. August 1998 in Selm ausgetragen.
Es wurden die Deutschen Meister in den Disziplinen 14/1 endlos, 8-Ball, 9-Ball und 8-Ball-Pokal ermittelt.

## Medaillengewinner
| Disziplin    | Gold               | Silber            | Bronze          | Bronze            |
| ------------ | ------------------ | ----------------- | --------------- | ----------------- |
| 14/1 endlos  | Santo Lia          | Wolfgang Siethoff | Peter Plassmann | Manfred Schwarz   |
| 8-Ball       | Robert Hasenthaler | Santo Lia         | Willi Ludwig    | Oskar Gold        |
| 9-Ball       | Richard Hartmann   | Santo Lia         | Erwin Schneider | Joachim Olschowka |
| 8-Ball-Pokal | Robert Hasenthaler | Santo Lia         | Alfred Kunzig   | Bernd Woitanowski |

## Modus
Die 24 Spieler, die sich über die Landesmeisterschaften der Billard-Landesverbände qualifiziert haben, spielten zunächst im Doppel-KO-System. Ab dem Viertelfinale wurde im KO-System gespielt.

## Wettbewerbe
Aus Gründen der Übersichtlichkeit werden im Folgenden jeweils nur die 16 bestplatzierten Spieler notiert.

### 14/1 endlos
| Platz | Spieler             |
| ----- | ------------------- |
| 1     | Santo Lia           |
| 2     | Wolfgang Siethoff   |
| 3     | Peter Plassmann     |
| 3     | Manfred Schwarz     |
| 5     | Dieter Sellbach     |
| 5     | Robert Hasenthaler  |
| 5     | Bruno Ernst         |
| 5     | Richard Hartmann    |
| 9     | Dieter Mielke       |
| 9     | Peter Rüssel        |
| 9     | Wolfgang Friedrich  |
| 9     | Gerd Scheich        |
| 13    | Hermann Heigl       |
| 13    | Bernd Woitanowski   |
| 13    | Willi Ludwig        |
| 13    | Siegfried Spielmann |

### 8-Ball
| Platz | Spieler            |
| ----- | ------------------ |
| 1     | Robert Hasenthaler |
| 2     | Santo Lia          |
| 3     | Willi Ludwig       |
| 3     | Oskar Gold         |
| 5     | Werner Scheulen    |
| 5     | Manfred Schwarz    |
| 5     | Joachim Olschowka  |
| 5     | Richard Hartmann   |
| 9     | Thomas Baum        |
| 9     | Neal Turner        |
| 9     | Bernd Woitanowski  |
| 9     | Michael Niemann    |
| 13    | Ronald Otto        |
| 13    | Hans Stahl         |
| 13    | Skip Neuwberry     |
| 13    | Ulrich Madynski    |

### 9-Ball
| Platz | Spieler             |
| ----- | ------------------- |
| 1     | Richard Hartmann    |
| 2     | Santo Lia           |
| 3     | Joachim Olschowka   |
| 3     | Erwin Schneider     |
| 5     | Dieter Mielke       |
| 5     | Siegfried Spielmann |
| 5     | Willi Ludwig        |
| 5     | Alfred Kunzig       |
| 9     | Thomas Baum         |
| 9     | Bernd Woitanowski   |
| 9     | Erhard Bösel        |
| 13    | Wolfgang Friedrich  |
| 13    | Manfred Schwarz     |
| 13    | Peter Plassmann     |
| 13    | Robert Hasenthaler  |